# Chabeuil
Chabeuil este o comună în departamentul Drôme din sud-estul Franței. În 2009 avea o populație de 6.568 de locuitori.

## Evoluția populației
| An        | 1975  | 1982  | 1990  | 1999  | 2006  | 2009  |
| --------- | ----- | ----- | ----- | ----- | ----- | ----- |
| Populație | 3.809 | 4.319 | 4.790 | 5.861 | 6.396 | 6.568 |